# Cartografia

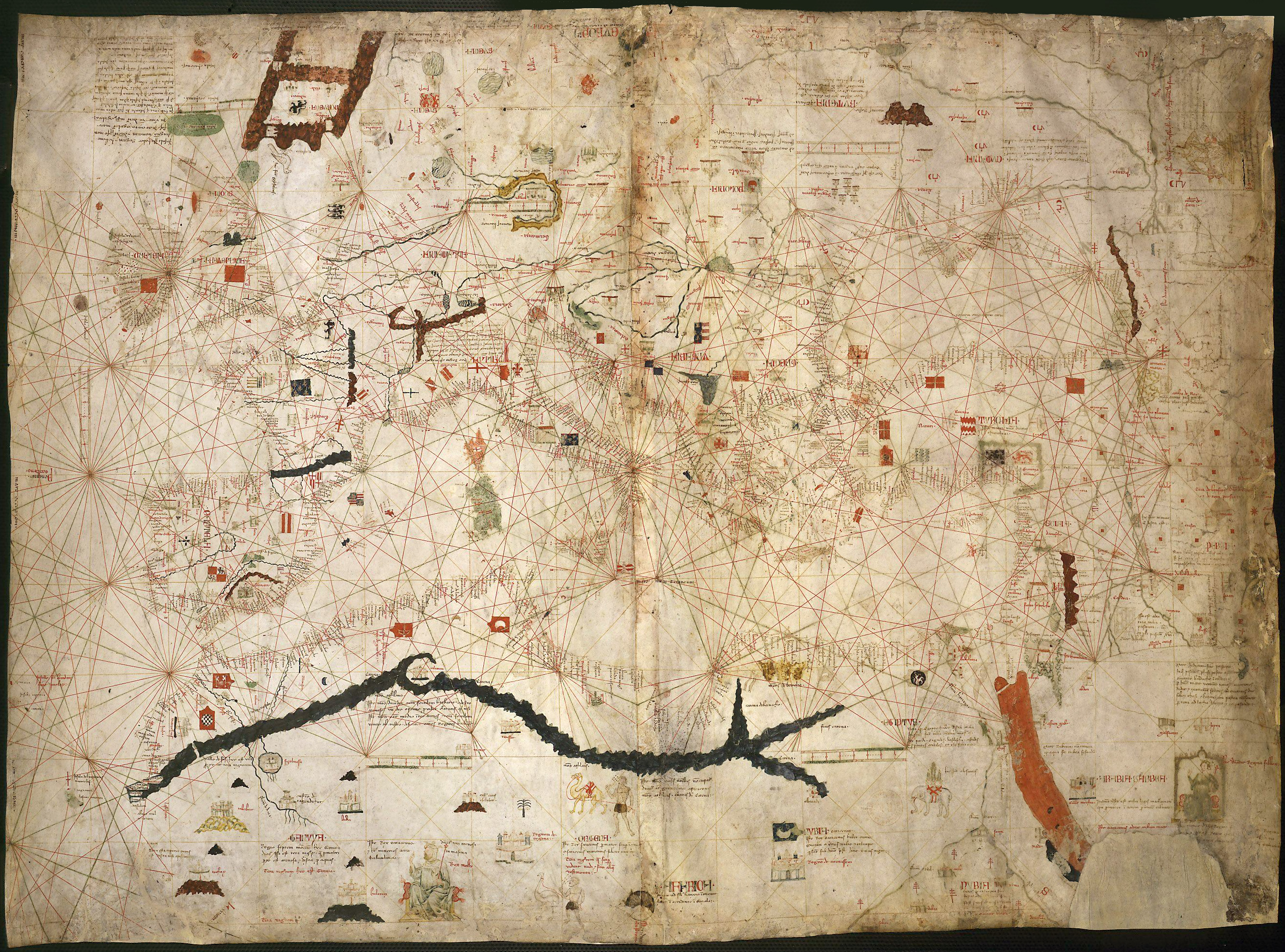
Portolà d'Angelí Dulcert (1339), el més antic de l'escola cartogràfica mallorquina. La representació de la superfície d'una esfera sobre un pla requereix sempre d'una certa distorsió segons el tipus de projecció emprada

La cartografia és l'art i la ciència que té per objecte la representació gràfica d'una àrea geogràfica, habitualment sobre una superfície plana en forma de mapa, plànol o d'altres formes d'expressió cartogràfica.
Compren el conjunt d'estudis, i operacions científiques, tècniques i artístiques necessàries per tal de crear documents cartogràfics a partir dels resultats obtinguts de l'observació directa o de documentació existent. Als documents cartogràfics els diferents elements es representen a través de símbols, la relació dels quals i la seva equivalència es dona a una llegenda, les proporcions venen donades per l'escala. Sovint l'objecte a representar és la superfície de la Terra, que és tridimensional, i la seva equivalència sobre un pla bidimensional s'obté, des del segle xvi, per procediments matemàtics utilitzant una projecció cartogràfica.

El procés de creació d'un document cartogràfic compren tres fases, l'obtenció de les dades, el dibuix del mapa i la seva reproducció. En el passat, a la cartografia tradicional, les dades s'obtenien sobre el terreny, el mapa es dibuixava manualment i la reproducció es feia amb les tècniques de cada època, com el gravat per exemple. La cartografia actual es caracteritza per la utilització de la informàtica, sistemes d'informació geogràfica, i la pràctica desaparició del dibuix manual.

## Fonaments

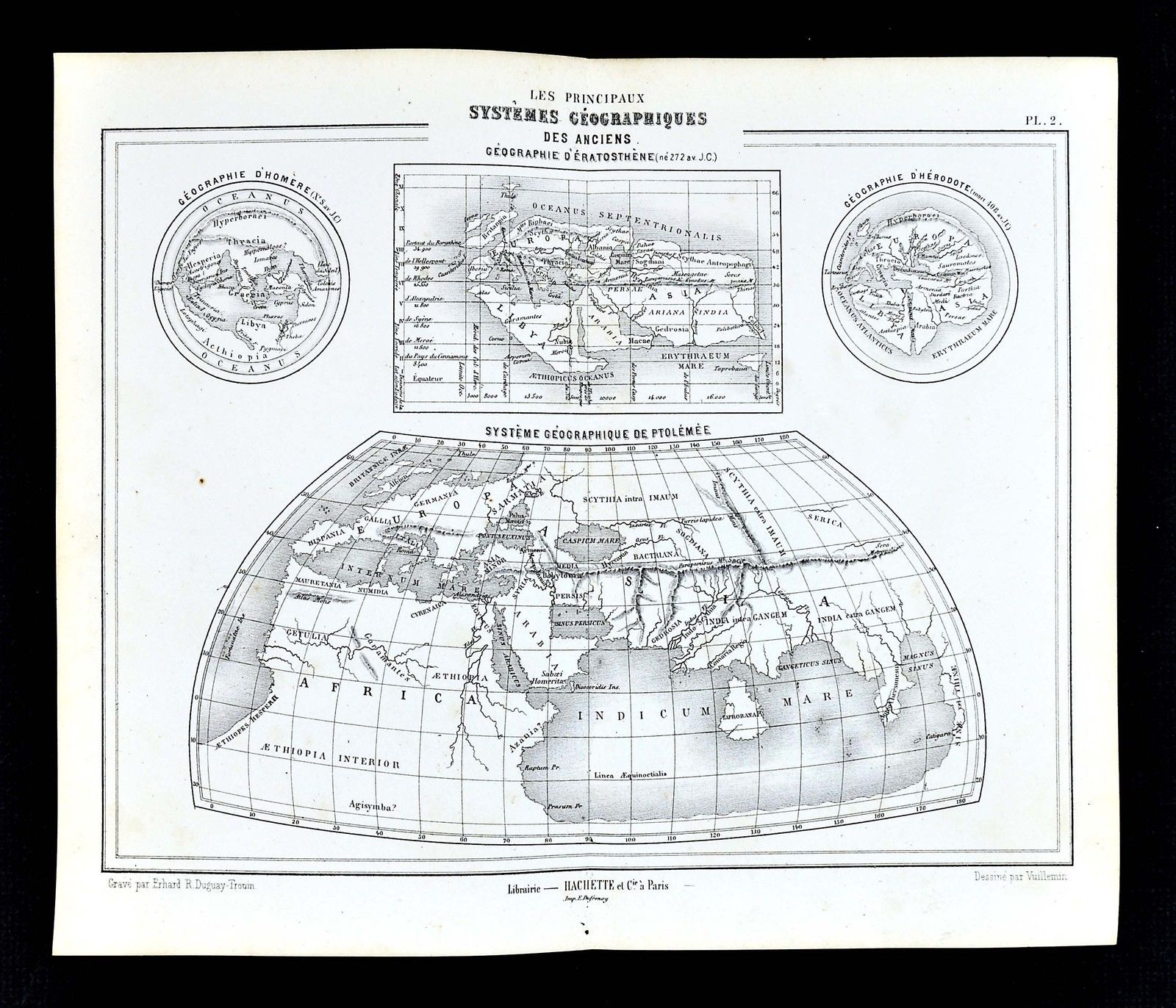
Il·lustració de quatre mapes que representen el món conegut per Homer, Eratòstenes, Heròdot i Ptolemeu (1877).

En ser la Terra esfèrica, o més aviat geoide, la qual cosa és una derivació del terme "esfèric", ha de valer-se d'un sistema de projeccions per passar de l'esfera al pla. El problema és encara més gran, perquè la forma de la Terra no és perfectament esfèrica; la seva forma s'aplata més en els pols que en la zona equatorial. Per això se'l considera geoide.
A més de representar els contorns de les coses, les superfícies i els angles, la cartografia s'ocupa de representar la informació que apareix sobre el mapa, segons es consideri què és rellevant i què no. Això, normalment, depèn del que es vulgui representar al mapa i de la seva escala.
Actualment, aquestes representacions cartogràfiques es poden realitzar amb programes informàtics anomenats SIG, amb georeferència.
La cartografia a l'època de la Web 2.0 s'ha estès fins a Internet, i ha propiciat el sorgiment del contingut creat per l'usuari. Aquest terme implica que hi hagi mapes creats en forma tradicional, mitjançant contribucions de cartògrafs professionals, o amb informació aportada pel públic general. Actualment, són nombrosos els portals que permeten visualitzar i consultar mapes de tot el món.

## Tipus de mapes
Els mapes es divideixen, bàsicament, en topogràfics i temàtics. Els topogràfics intenten reproduir el terreny de la manera més precisa possible. Els mapes temàtics s'han fet per mostrar un fenomen demogràfic, econòmic, cultural, etc.

### General i cartografia temàtica

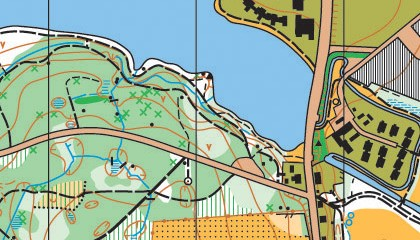
Secció petita d'un mapa de l'esport d'orientació

Mapa topogràfic de l'Illa de Pasqua

D'acord amb mapes bàsics, el camp de la cartografia es pot dividir o separar en dues categories generals: la cartografia general i la cartografia temàtica. La Cartografia general implica aquests mapes que es construeixen per a una audiència general i continguin així una varietat de característiques. Els mapes generals exhibeixen moltes referències i els sistemes de localització es produeixen sovint en sèries. Per exemple, els mapes topogràfics d'escala 1:24,000 de la United States Geological Survey (USGS) és un estàndard pel que fa als mapes canadencs d'escala d'1:50,000. El govern del Regne Unit produeix els clàssics "Ordnance Survey" mapes d'1:63,360 (1 polzada per milla) del Regne Unit sencer juntament amb una gamma de mapes més grans i escala molt petita correlacionats a gran detall.
La cartografia temàtica implica els mapes de temes geogràfics específics, orientats cap a les audiències específiques. Un parell d'exemples pot ser el mapa del punt demostrar la producció del blat de moro a Indiana o un mapa ombreig de l'àrea dels comtats d'Ohio, dividit en classes numèriques. Mentre que el volum de dades geogràfiques ha evolucionat enormement durant el segle passat, la cartografia temàtica ha esdevingut cada cop més útil i necessària per interpretar dades espacials, culturals i socials. Per exemple, les xarxes socials es mapegen georeferencialment, també es fan mapes que mostrin distància entre persones (en nombre d'enllaços o passos que els separen). La línia del temps també es pot considerar un mapa o carta. A partir del seu ús a la navegació s'han perfeccionat tècniques que són recuperades per guiar la navegació web. En sociologia i comunicació, l'ofici del cartògraf també és citat com a estratègia per sostenir el rumb en un món fluid.
El mapa de l'esport d'orientació combina la cartografia general i temàtica, dissenyada per a una comunitat d'usuari molt específica. L'element temàtic més prominent està ombrejat, això indica graus de dificultat del recorregut a causa de la vegetació. La vegetació en si mateix no és identificada, classificant-se simplement per la dificultat (“lluita”) que ell presenta.

##### Característiques de la geometrització
La geometrització va travessar gran part de la cultura visual de les ciències modernes, va afectar les imatges pròpiament dites i també les maneres de veure. L'home va crear mètodes, que feien que fenòmens que no podien ser coneguts, sinó per mitjà del sentit del tacte, del gust o de l'olfacte, ara podien ser visualitzats, aquesta racionalització de la mirada reposava a les produccions dels clàssics de la modernitat, i els mapes de la modernitat no resultaven aliens a aquesta mirada, representant isomorfismes i proporcionalitat, inventant una nova geometria de la representacions geogràfiques. Aquesta proporcionalitat és la que cerca definir la miniatura geogràfica. El filòsof francès Gaston Bachelard sostenia que, les miniatures són objectes mancats de proveïts d'una objectivitat psicològica real, i que miniaturitzar el món, implicava posseir-ho.

### Topogràfic i topològic

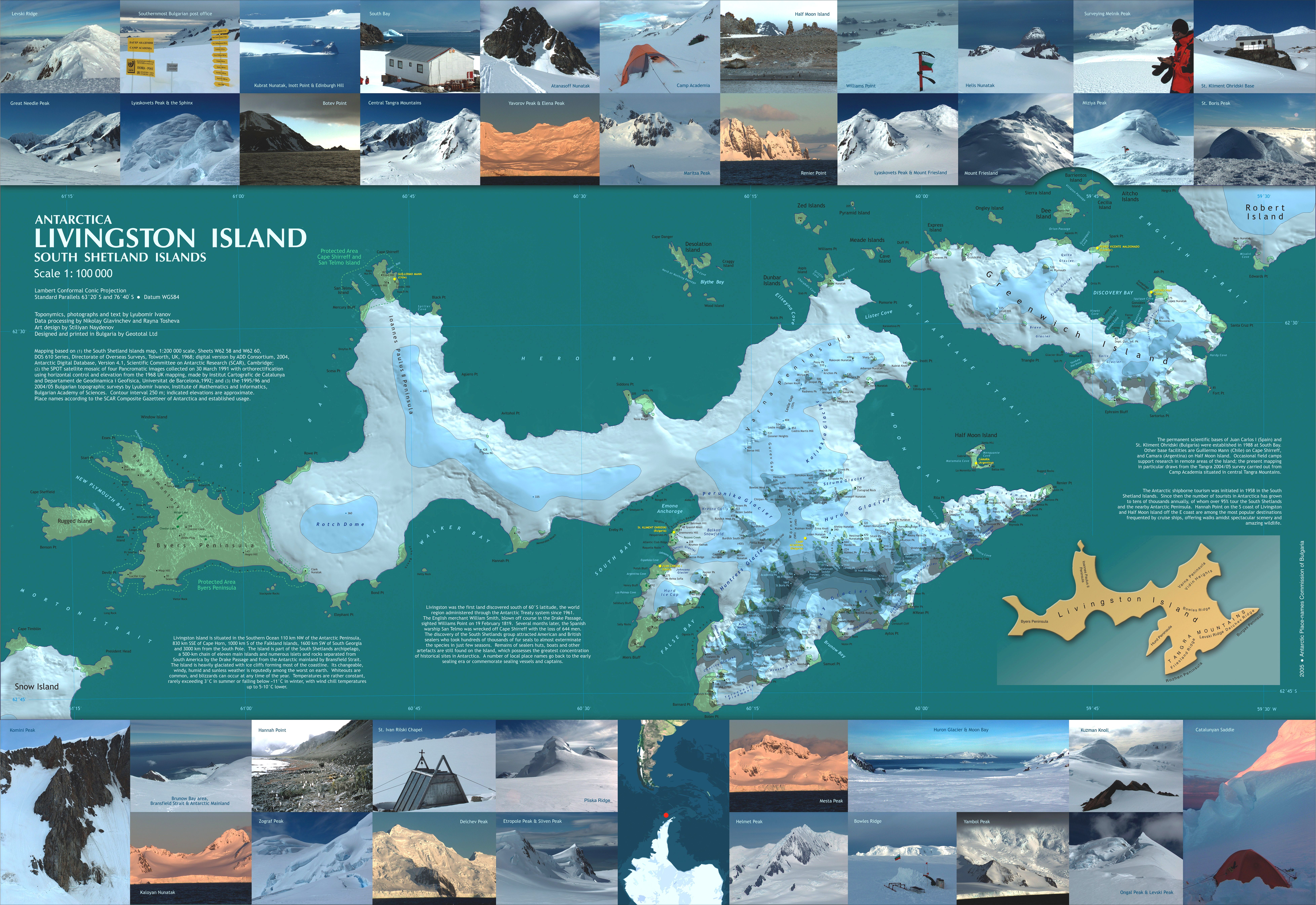
Mapa il·lustrat

El mapa topogràfic es tracta sobretot de la descripció topogràfica d'un lloc (zona provincial, regió, un país o el món), incloent-hi (especialment al segle xx) l'ús de línies d'isolínies per demostrar l'altimetria (hipsometria) o batimetria del relleu. El relleu terrestre a la cartografia es pot demostrar en una varietat de maneres. En aquests mapes s'utilitzen colors, símbols i diferents tipus de traços per a diferents tipus de paisatges i relleus com ara muntanyes, valls, planes, llacs, depressions del terreny i moltes característiques més. A més, se solen afegir també diferents tipus de senyalitzacions que fan referència a construccions fetes per l'home, com per exemple: vies de transport, zones de producció energètica o diferents tipus de cultius.
El mapa topològic és un tipus molt general de mapa o pla. Desatén sovint l'escala i el detall a l'interès de la claredat de la informació emparentada. El mapa del Metro de Caracas n'és un exemple. No obstant això el mapa utilitzat preserva poc de realitat. Varia l'escala constantment i precipitadament, i les adreces dels contorns casuals. Els únics trets importants del mapa són la ubicació fàcil de les estacions i travesses al llarg de pistes i si una estació o una travessia està del nord o sud del riu Guaire. Satisfan tots els desitjos típics que un passatger requereix informar-se, satisfent el propòsit cartogràfic.

## Projecció cilíndrica
La projecció cilíndrica és qualsevol tècnica de projecció cartogràfica en què els meridians són representats com a línies verticals equidistants i els paral·lels com a línies horitzontals. La representació dels meridians es pot visualitzar si imaginem la projecció de la Terra en un cilindre (amb el seu eix coincidint amb l'eix de rotació de la Terra) que l'envolta i que posteriorment s'ha desplegat. Inevitablement, en totes les projeccions cilíndriques existeix un eixamplament est–oest a mesura que t'allunyes de l'equador, i que és màxim als pols.

## Projecció de Mercator
La projecció de Mercator és una projecció cilíndrica que va ser presentada pel geògraf i cartògraf Gerardus Mercator el 1569. És molt utilitzada en la navegació per la facilitat de traçar sobre el mapa rutes de rumb constant, ja que la representació de la direcció i la forma n'és acurada. No obstant això, la mida dels elements geogràfics representats manifesta certa distorsió: com en tota projecció cilíndrica, la representació dels meridians i paral·lels com a rectes perpendiculars entre si, genera un estrenyiment est–oest dels elements geogràfics, que s'incrementa progressivament cap a latituds altes. En la projecció de Mercator, aquest estrenyiment est–oest va acompanyat d'un estrenyiment nord–sud d'igual escala, a diferència d'altres projeccions cilíndriques que no mantenen les proporcions entre escales. D'aquesta manera, els mapes amb projecció de Mercator van exagerant la mida i distorsionant les formes dels elements geogràfics com més lluny de l'equador se situen, i són pràcticament inutilitzables a partir de 70º de latitud.

## Història

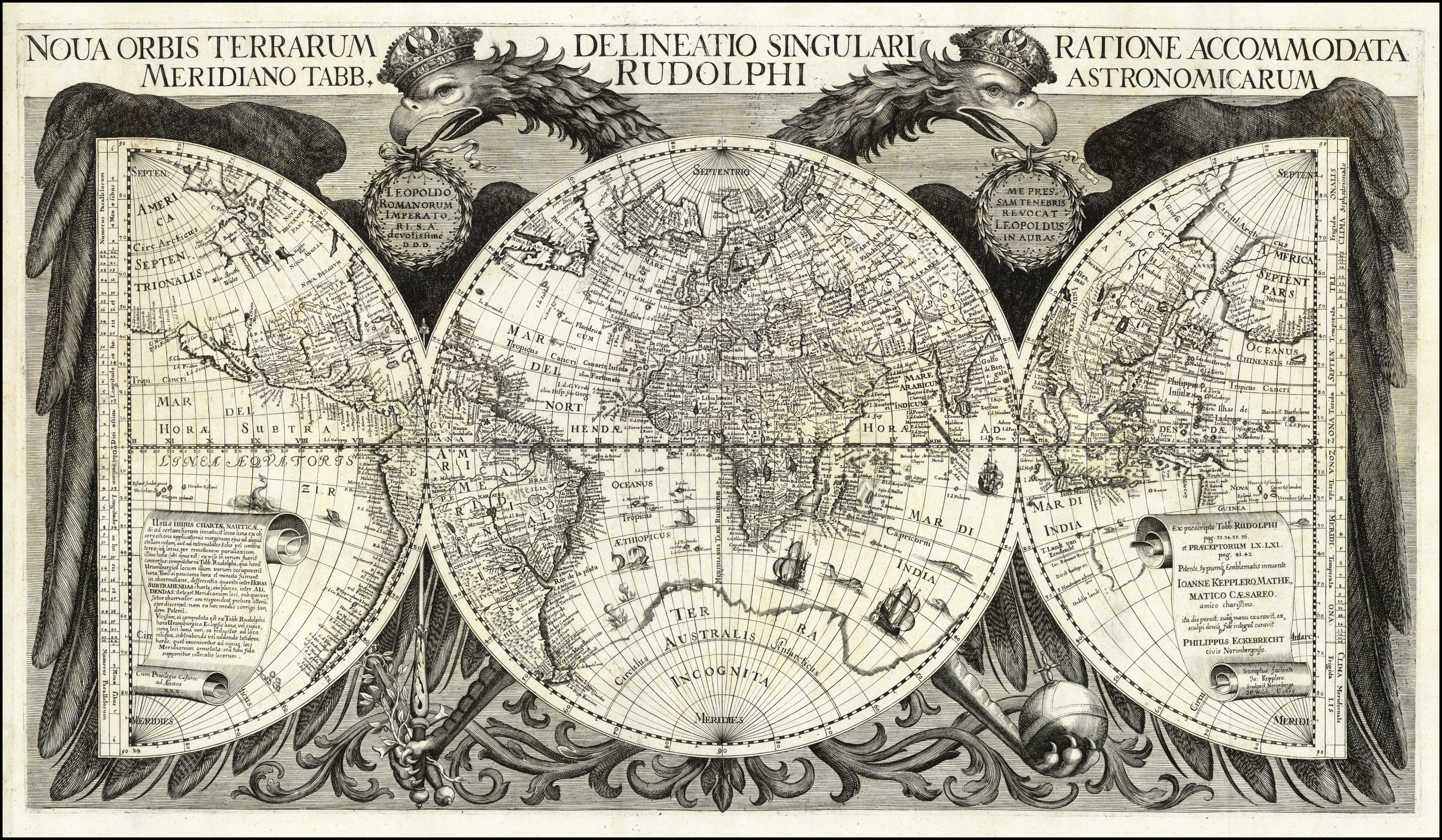
Mapa del món en Tabulae Rudolphinae: quibus astronomicae..., de Johannes Kepler.

En l'antiga Mesopotàmia, es donen les primeres civilitzacions que mesuren els terrenys amb l'ajuda de la geometria i del gnòmon. En aquesta regió, hi ha exemples de mapes de ciutats gravats en pedra.
Els grecs, que van ser els pares de la geografia, van desenvolupar les tècniques cartogràfiques. La Geografia de Ptolemeu va ser una obra que influiria en la represa de la cartografia en el segle xvi. En aquesta obra, Ptolemeu va desenvolupar les projeccions cartogràfiques, o sigui, la manera de representar en una superfície plana l'esfera terrestre.
Els romans, en canvi, es van interessar més pel vessant pràctic de la cartografia. L'única obra que coneixem de l'època romana és un mapa itinerari, la Tabula Peutingeriana, mitjançant una còpia medieval.
A l'edat mitjana, hi va haver una forta influència de la cosmografia cristiana. Es pensava, per exemple, que Jerusalem era el centre del món. Les formes més primitives de mapes medievals són els esquemàtics mapes en T. Hi ha, a l'alta edat mitjana, obres força treballades com el mapamundi circular de Hereford.
A causa de les dificultats inherents a la cartografia, fabricants de mapes van copiar sovint el material de treballs anteriors sense esmentar el cartògraf original. Per exemple, un dels mapes antics més famosos d'Amèrica del Nord, vulgarment conegut com el “Mapa Castor”, publicat el 1715 de Herman Moll, és una reproducció exacta d'un treball el 1698 de Nicolau De Fer. De Fer havia copiat al seu torn les imatges impreses en llibres de Louis Hennepin, publicats el 1697, i François Du Creux, el 1664. Pels anys 1700, els fabricants de mapes van començar a donar crèdit a l'autor original imprimint la frase “Segons [el cartògraf original]”.

### Mallorca

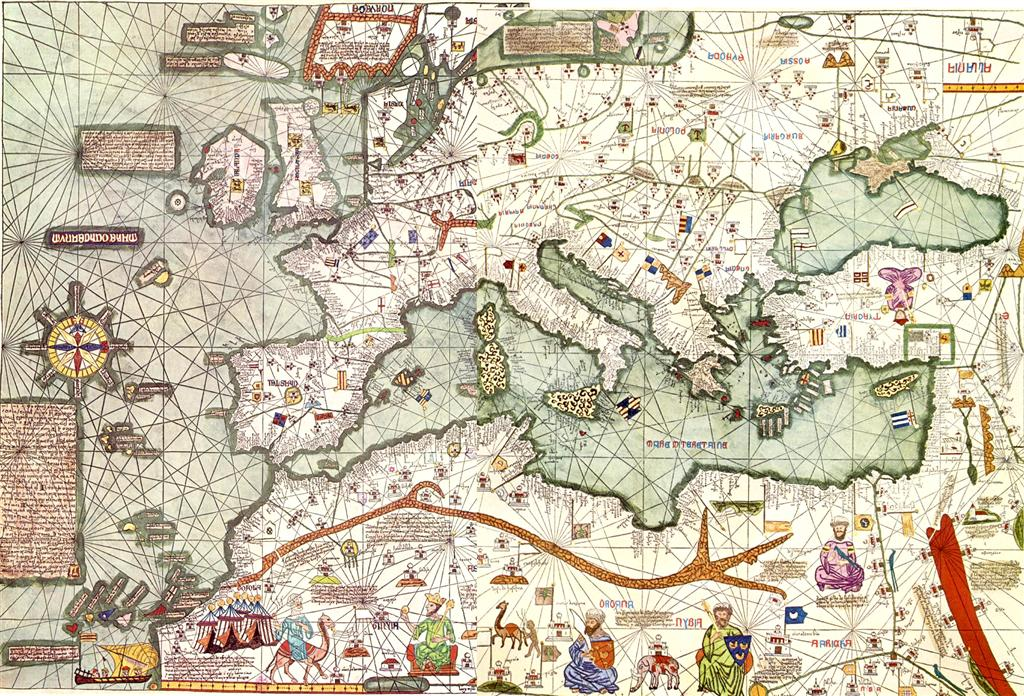
Còpia del s. XIX de l'Atles Català de la Corona de Catalunya i Aragó, de l'any 1375.

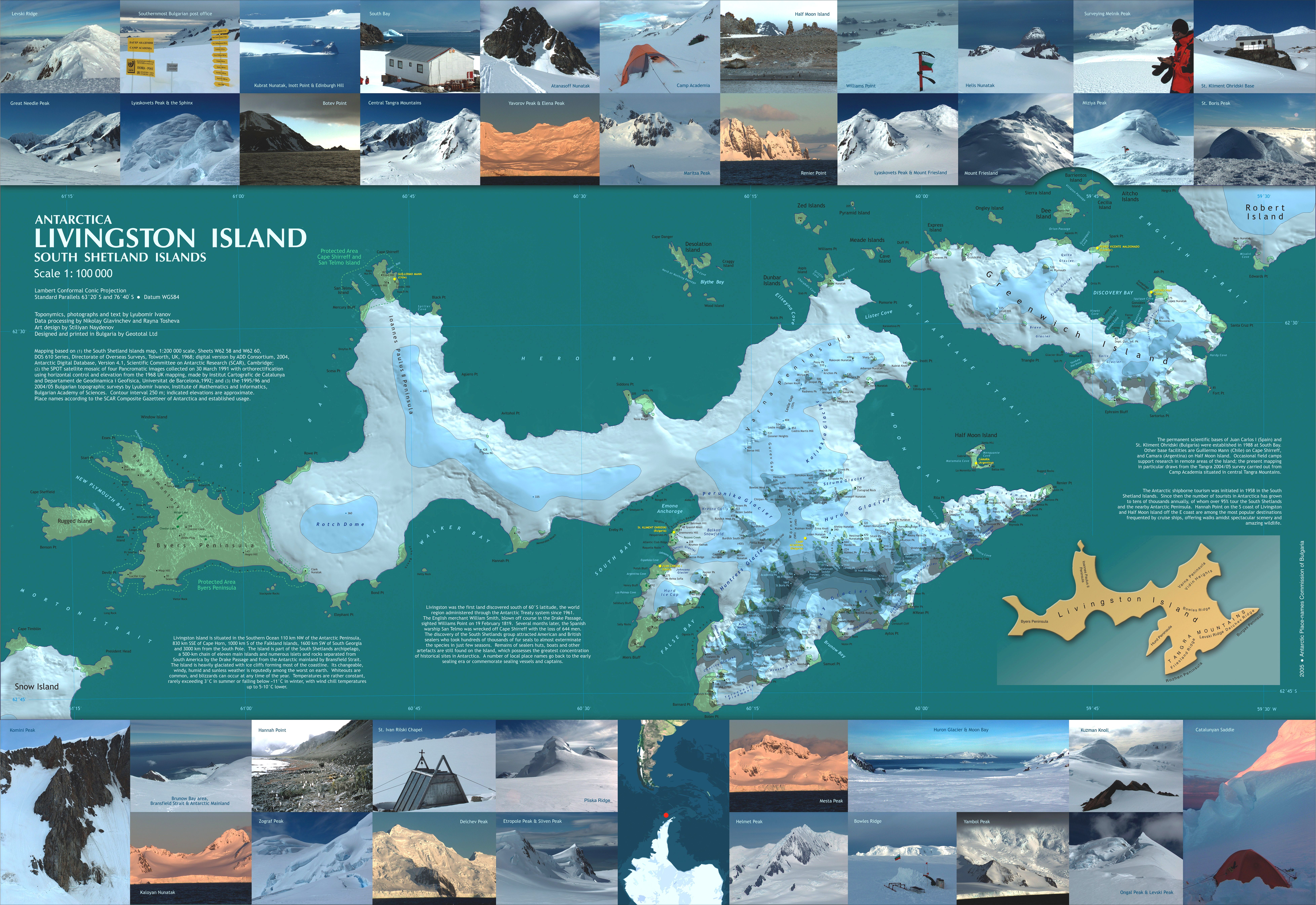
Mapa il·lustrat.

El mapa mallorquí més important és l'Atles català (1375), atribuït al jueu mallorquí Cresques Abraham, que és una de les joies de la col·lecció de la Biblioteca Nacional de França.

## Canvis tecnològics
Els canvis en la producció de mapes corren paral·lels als canvis produïts en la tecnologia. El salt més gran es va produir a partir de l'edat mitjana, quan s'inventen instruments que permeten determinar la posició d'un punt, la seva latitud i la longitud. Aquests instruments, com el sextant i la brúixola, van permetre mesurar angles respecte a l'estrella polar i el Sol.
Els darrers anys, els avenços més significatius en la cartografia s'han produït gràcies a la utilització massiva de les noves tecnologies, tant pel que fa a la informació com a la confecció cartogràfica. Així, l’ajuda dels sensors remots (imatges des de satèl·lits, fotografia aèria, etc), dels sistemes d’informació geogràfica (SIG) i la utilització, en general, d’ordinadors i perifèrics com a instruments per a assistir a la cartografia, han donat lloc a l’obtenció de productes cartogràfics de molta més qualitat. Juntament amb la utilització més tradicional de la fotografia aèria, es produeix una adquisició massiva d’informacions de la Terra des de l'espai amb l’ús de satèl·lits (a partir del 1972 amb el programa Landsat i, més tard, altres satèl·lits com NOAA, Meteosat, SPOT, etc.).

## Cartògrafs
- Nicolas Sanson.

Categoria principal: Cartògrafs